# Damīrchī-ye Pā'īn
Damīrchī-ye Pā'īn (persiska: دمیرچی پائین, Damīrchelū-ye Soflá, Damīrchī-ye Pā’īn) är en ort i Iran.   Den ligger i provinsen Ardabil, i den nordvästra delen av landet, 500 km nordväst om huvudstaden Teheran. Damīrchī-ye Pā'īn ligger 738 meter över havet och antalet invånare är 390.
Terrängen runt Damīrchī-ye Pā'īn är lite bergig. Runt Damīrchī-ye Pā'īn är det ganska tätbefolkat, med 70 invånare per kvadratkilometer. Närmaste större samhälle är Germī, 15,4 km väster om Damīrchī-ye Pā'īn. Trakten runt Damīrchī-ye Pā'īn består till största delen av jordbruksmark.